# Baszta Mieczników w Krakowie
Baszta Mieczników (znana także jako baszta Mieczników i Mydlarzy) – baszta wchodząca w skład murów obronnych Krakowa, zbudowana najprawdopodobniej po 1498, rozebrana w I poł. XIX wieku.

## Historia
Baszta powstała, kiedy to po zbudowaniu Barbakanu w systemie obronnym miasta powstawały kolejne baszty. Najstarszy spis baszt obronnych Krakowa z 1473 wspomina o istnieniu jednej tylko baszty pomiędzy bramą Floriańską a bramą Sławkowską. Baszta Mieczników stanowić mogła wraz z basztą Ciesielską silny zespół obronny wspierający Bramę Sławkowską. Jedyny ślad po baszcie stanowi kolorowa akwarela z 1809 autorstwa Jerzego Głogowskiego – architekta, malarza zatrudnionego na stanowisku miejskiego budowniczego i geodety. Obrazek przedstawia półokrągłą ceglaną basztę na kwadratowej kamiennej podstawie z zachowanymi otworami strzelniczymi. Ambroży Grabowski jedynie przypuszczał, gdzie mogła się znajdować baszta Mieczników i Mydlarzy. Ostatecznie jej usytuowanie potwierdziły badania archeologiczne przeprowadzone w latach 50. XX w. Basztę rozebrano w I poł. XIX wieku na rozkaz władz austriackich, a uzyskany z rozbiórki kamień i cegłę sprzedano mieszkańcom Krakowa w drodze publicznej licytacji.